# Küstenhandel
Unter Short sea shipping (Kurzstreckenseeverkehr; ehemals als Küstenhandel bezeichnet) versteht man den Güterverkehr auf See, der noch im Bereich desselben Kontinents stattfindet. Als Beispiel sei eine Fracht von Calais (Frankreich) nach Dover (Großbritannien) genannt, während Deep sea shipping (Hochseeschifffahrt) sich mit der Beförderung der Güter über Ozeane beschäftigt, etwa von Rotterdam (Niederlande) nach New York (USA).

## Durchführung
Short sea shipping erfolgt durchschnittlich mit einer Geschwindigkeit von 25 Kilometern je Stunde, für das Be- und Entladen werden jeweils zwei Tage gerechnet. Short sea shipping kann aufgrund des geringen Energieverbrauchs unter wirtschaftlichen und ökologischen Gesichtspunkten dem Schienenverkehr und LKW überlegen sein. Die EU fördert Short sea shipping und die Nutzung von Telematik seit 1995 mit jährlich rund einer Million Euro.

## Cabotage
Küstenhandel oder Cabotage bezeichnete früher auch den Binnenhandel eines Staates von Hafen zu Hafen oder längs seiner Küsten. In Friedenszeiten war er oft Fremden verboten, wurde aber in Kriegszeiten von Regierungen unter Beschränkungen erlaubt. Es war im 19. Jahrhundert umstritten, ob und wann solch eine Erlaubnis eine Verletzung der Neutralität bedeutete.